# Turistička geografija
Turistička geografija, turistički zemljopis, istražuje polazišta, odredišta i trajanja turističkih kretanja i boravka, odnosno uzroke i posljedice turizma u prostoru. Posebno se bavi preobrazbom turistički privlačnih krajeva, odnosno turističkim pejzažom. Odnos turističke djelatnosti i prirode te turističkih prema ostalim gospodarskim djelatnostima u središtu je zanimanja pri istraživanjima usmjerenima na prostorno planiranje i posebno uređenje i zaštitu okoliša.
Turistička geografija grana je antropogeografije koja proučava putovanja i turizam kao industriju te socijalnu i kulturnu aktivnost. Turistička geografija pokriva široki raspon zanimanja uključujući utjecaj turizma na okoliš, geografske principe turizma i ekonomiju dokolice, dajući odgovore o turističkoj industriji i menadžmentu, sociologiji turizma i lokacijama turizma.
Geografija je temelj za proučavanje turizma jer je geografija u samoj prirodi turizma. Turizam se javlja na određenim mjestima, uključuje kretanja i aktivnosti među mjestima, te predstavlja aktivnost u kojem se formiraju mjesne karakteristike i osobni autoidentiteti kroz odnose koji nastaju među mjestima, krajobrazima i ljudima. Fizička geografija osigurava bitnu pozadinu na kojoj nastaju turistička mjesta, a briga za okoliš i utjecaj turizma na okoliš predstavljaju glavne probleme, pa se fizička geografija mora uzeti u obzir prilikom određivanja razvoja turističkih lokacija.
Pristupi u istraživanju u turističkoj geografiji razlikuju se ovisno o različitim pitanjima. Velik dio literature o turističkom menadžmentu počiva na kvantitativnoj metodologiji, te razmatra turizam u okviru mjesta iz kojih turisti dolaze (ili turistički generirajućih područja), turističkih odredišta (ili mjesta turističke ponude) i odnosa (veza) između polazišta i odredišta koji uključuju prometne pravce, poslovne veze i motivaciju putnika. Nedavni razvoj antropogeografije utjecao je na turističku geografiju tako što su se počeli koristiti kulturnogeografski pristupi koji pristupaju turizmu s više teoretski raznolikih pristupa uključujući tako sociologiju turizma koja svojim shvaćanjem prelazi okvire turizma kao izolirane, izvanredne aktivnosti, a putovanja razmatra u okviru svakodnevnog života dok na turizam ne gleda samo kao na konzumiranje mjesta, nego također i na stvaranje osjećaja za mjesto kao turističkog odredišta.